# Werner Munzinger

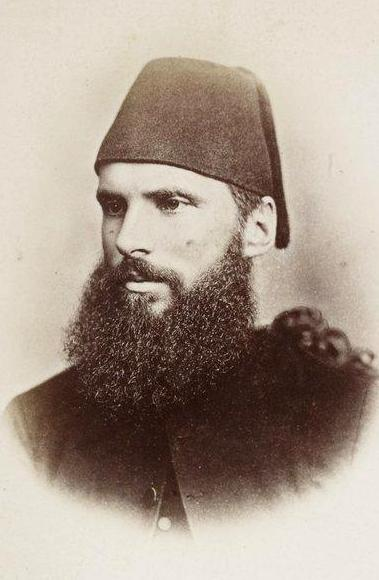
Werner Munzinger

Werner Munzinger (Olten, Suíça, 21 de abril de 1832 — Auçá, atual Djibuti, 7 de novembro de 1875) foi um linguista e explorador suíço, administrador colonial, filho do político Josef Munzinger.

## Biografia
Nascido em Olten, no cantão suíço de Soleura, estudou Ciências Naturais e História na Universidade de Berna, e, posteriormente, Orientalística na Universidade de Munique e na Sorbonne, em Paris. Em 1852, Munzinger foi ao Cairo, Egito, e um ano mais tarde começou a trabalhar para uma casa de comércio francesa em Alexandria. Como chefe de uma expedição comercial, foi enviado em 1854 para a costa do mar Vermelho, e passou um ano na cidade de Maçuá, no território então chamado de Abissínia (na atual Eritreia). De lá visitou a terra dos bilen, e se estabeleceu ali, em Keren. Lá, casou com uma mulher bilen, que permaneceu ao seu lado até a morte, e adotou o seu filho, Kifle (posteriormente Kifle Bei).
A obra de Munzinger, Über die Sitten und das Recht der Bogos ("Sobre os costumes e leis dos bogos") fez com que ele fosse enviado ao então chamado "interior da África", como membro da expedição alemã liderada pelo ornitólogo Theodor von Heuglin. Após reunir-se com a expedição no dia 1 de julho de 1861, em Maçuá, separou-se de Heuglin no dia 11 de novembro, no norte da Abissínia, e percorreu com outro explorador alemão, Gottlob Kinzelbach, a terra dos cunamas, ao longo dos rios Marebe e Atbara, nunca antes pisada por europeus, até chegar, em 1 de março de 1862, a Cartum (no atual Sudão). Nomeado então como líder da expedição, no lugar de Heuglin, dirigiu-se para Kurdufan, juntamente com Munzinger, sem conseguir chegar, no entanto, a Darfur e Uadai. Passou por Maçuá e voltou para a Europa, onde escreveu suas principais obras, Ostafrikanische Studien ("Estudos leste-africanos"), e Die deutsche Expedition in Ostafrika ("A expedição alemã na África Oriental"), além dum Vocabulário da língua tigré.
Em 1864 passou mais uma longa temporada nas regiões fronteiriças ao norte e noroeste da Abissínia (atual Eritreia), e em 1865, passou a administrar o consulado britânico na cidade portuária de Maçuá, no mesmo ano em que ela foi conquistada pelos egípcios. Pouco tempo mais tarde assumiu também o consulado francês na região, e integrou a bem-sucedida expedição britânica à Abissínia, em 1868, contra o Negus Teodoro II. Com a retirada das tropas britânicas em junho daquele ano, Munzinger permaneceu em Maçuá, onde passou a se dedicar somente ao consulado francês, e foi nomeado formalmente vice-cônsul. Em 1870 perambulou pelas áreas costeiras ao sudoeste da Arábia. No ano seguinte, Ismail Paxá, o quediva egípcio, nomeou-o governador da província de Maçuá, com o título de Bei. Como governador de Maçuá, Munzinger anexou ao Egito duas províncias do norte da Abissínia, e em 1872 tornou-se paxá e governador-geral do leste do Sudão, controlando um território que ia de Suaquém até Berbera, rumo ao interior, até Cassala, e, ao sul, passando sobre toda a costa do mar Vermelho, sobre Maçuá, até Zaila.
No fim de outubro de 1875 Munzinger, juntamente com o explorador suíço Gustav Adolf Haggenmacher, embarcou numa expedição colonizatória e militar, rumo ao reino etíope independente de Xoa, cujo rei, Menelique II (futuro imperador da Etiópia), era um aliado em potencial do Egito. Na expedição, Munzinger - contrariando as ordens egípcias - decidiu agir a serviço do rei, e anexar formalmente a estrada que ligava o Afar com o Sultanato de Auçá; Maomé ibne Hanfade, sultão de Auçá, se inteirou de seus planos e ordenou que a expedição fosse destruída. Munzinger partiu do golfo de Tadjura com uma tropa de 350 homens, e um enviado de Menelique; ao chegar no lago Assal, próximo a Auçá, a expedição foi atacada pelas forças do sultão. Durante o combate que se seguiu, Munzinger foi ferido gravemente, e morreu pouco tempo depois. Sua esposa e quase todos seus companheiros também foram mortos.

## Obras publicadas
- Über die Sitten und das Recht der Bogos (Winterthur, 1859)
- Ostafrikanische Studien (Schaffhausen, 1864)
- Die deutsche Expedition in Ostafrika (Gotha, 1865)
- Vocabulaire de la langue Tigré (Leipzig, 1865)

## Fonte
- Lewandowski, Herbert. Ein Leben für Afrika: Das abenteuerliche Leben von Werner Munzinger Pascha. Zurique, 1954.